# Dichaea kegelii
Dichaea kegelii är en orkidéart som beskrevs av Heinrich Gustav Reichenbach. Dichaea kegelii ingår i släktet Dichaea och familjen orkidéer. Inga underarter finns listade i Catalogue of Life.